# Seoca (Omiš)
Seoca su selo u srednjim Poljicima. Administrativno pripadaju gradu Omišu, a nalaze se u srcu bivše poljičke knežije.

## Zemljopisni smještaj i položaj
Smještena su u omiškom zaleđu podno sunčane strane Mosora, području koje zemljopisno pripada srednjoj Dalmaciji. Zauzimaju površinu od oko 3 četvorna kilometra.Seoca se nalaze unutar prirodnog polukruga što ga rijeka Cetina čini sa sjevera, istoka i juga, obilazeći ih u širokom luku, do svog ušća u Omišu, gradiću kojemu Seoca prirodno gravitiraju.
Na sjeverozapadu iznad Seoca uzdiže se mosorski vrh Kom sa 642 m nadmorske visine. Na zapadnoj strani sela su dva brežuljka Veliki i Mali Ratak na 422 m nadmorske visine. Sa svoje sjeverozapadne i sjeverne strane okružena su završnim obroncima planine Mosora i to: Mosorski vrh Kom sa svojih 642 m nadmorske visine na sjeverozapadu, zatim Orjak sa svojih 566 m nadmorske visine s podbrdom Orlić. Odatle se proteže završna mosorska „greda“ s vrhovima Golo i Bile Ploče na sjevernoj strani, do brda Grede s 509 m nadmorske visine na sjeveroistoku i vrhom Velika Glavica s 381 m nadmorske visine na samom istoku sela koji je ujedno i završni vrh planine Mosor. Odatle prema istoku je zaravan Šćadin, preko koje iz Seoca puca pogled izravno na planinu Biokovo. Na jugoistoku se izdižu tek dva manja samostalna brda: Oštro s 298 m i Plana s 284 m nadmorske visine. Južna strana Seoca potpuno je izložena suncu. Tu se proteže zaravan Kostanjska Ljut, a pogled do mora priječi jedino Omiška Dinara. 
Seoca su čitavom svojom površinom okrenuta prema jugu. Stoga su suncem obasjana tijekom čitavog dana. Sa sjevera i sjeveroistoka završni obronci planine Mosor kao da su se zaštitnički nadvili nad Seocima čuvajući ih od udara bure koja ovdje zna biti vrlo jaka. Najbliži grad je Omiš kojemu Seoca prirodno gravitiraju a i administrativno mu pripadaju nakon pada Poljičke Republike 1807.god. Najbliži veći grad je Split, udaljen od Seoca 37 km. Sjeverno i sjeveroistočno od Seoca najbliža središta su im Sinj i Imotski.

## Prirodno zemljopisna obilježja
Seoca imaju sva obilježja brdskog naselja sredozemne vrste. Sa sjevera su okružena mosorskim brežuljcima, dok se ispred njih prema jugu pruža zaravan Kostanjska Ljut. Preko nje pogled se pruža na Omišku Dinaru koja Seoca štiti od velikih udara juga. Jugoistočno od Seoca prostire se zaravan Šćadin sve do podnožja planine Biokovo.

### Reljef
Mosor se pruža usporedno s obalom prema jugoistoku, a njegovi završni obronci su upravo u Seocima. Ova planina je građena od vapnenca i dolomita što joj daje krška obilježja. U nižim predjelima i unutar samoga sela brojne su male škrapice, a u njihovom najnižem središnjem dijelu nalaze se dva mala obradiva polja: Gornja Doca i Donja Doca. Od kuća do Gornjih i Donjih Dolaca u obliku kruga, kako je raspoređeno i samo selo, terasasti je način obrade zemlje. Podzidane „meje“ jednostranim, a negdje i dvostranim suhozidom daju bogatstvo ovom krajoliku. To sve skupa reljef Seoca čini raznolikim.
- Škrape
- Škrape
- Škrape

### Klima
Pisanih dokumenata o klimi u Seocima nema, no postoji zapis o klimi u Srednjim Poljicima u koja spadaju i Seoca, a taj zapis navodi da je potpuno Mediteranska klima. Srednja siječanjska temperatura iznosi 6 °C, a na brdu Ljuvača (oko 900m) iznosi 1,5 °C. Globalnim zatopljenjem ovaj indeks je u novije vrijeme zasigurno i promijenjen, no službenih zabilješki o tome nema. Ovoj klimi pogoduje blizina i utjecaj Jadranskog mora, te izdignuti oblici reljefa.
Ljeta su duga i suha, a zime dosta vlažne i kišovite. Najviše kiša pada u kasnu jesen i u mjesecu siječnju kada znaju poplaviti Donja Doca, maleno polje u selu koje ima najnižu točku, pa se u njega slije voda sa svih strana. Snijeg je u Seocima do 70-ih godina prošloga stoljeća padao svake godine visine i do 50cm, a od tada je prava rijetkost. I kada padne zadrži se vrlo kratko, jer strujanje zraka s mora utječe na njegovo brzo otapanje. Ipak, iznenadne niske temperature, pa čak i u rano proljeće znaju iznenaditi. Tako je primjerice jaki mraz u rano proljeće nanio znatne štete poljoprivrednim kulturama.

Svjedoči o tome i Odluka Splitsko-dalmatinske županije o proglašenju elementarne nepogode u kojoj stoji: „Proglašava se elementarna nepogoda uzrokovana niskim temperaturama (mrazom) koje su bile od 06. do 09. travnja 2003. godine na području naselja: Naklice, Tugare, Ostrvica, Smolonje, Zvečanje, Kostanje, Kučiće, Čišla, Seoca, Podgrađe i Blato na Cetini, grada Omiša i prouzrokovale štete na poljoprivrednim kulturama.“
U Seocima zbog njihove južne otvorene strane puše jako jugo uglavnom ravnomjerno iz smjera jugoistoka i donosi vlažni zrak. Od njegovih jakih udara Seoca su zaštićena Omiškom Dinarom.

S obzirom na to da puše iz sjeverne Afrike gdje uskovitla pustinjsku prašinu i donese je u oblacima, ponekad zna pasti i „žuta kiša“ (pustinjska kiša) što se može vidjeti na lišću ili primjerice na staklima automobila. Ovaj vjetar puše uglavnom u zimskim mjesecima kada je topao.
Drugi vjetar je bura od koje su Seoca zaštićena obroncima Mosora sa sjevera i sjeveroistoka. Najjači udari bure su na Lokvi jer je taj dio sela isturen na otvorenom.

### Vode
Seoca su mjesto bez izvora vode i riječnog toka. Rijeka Cetina zaobilazi ih u širokom luku u Blatu na Cetini, produžujući svoj tok do Zadvarja, skrećući potom kroz Podgrađe, Kostanje i Kučiće prema svom ušću u Omišu. Mještani su se kroz svoju povijest snabdijevali isključivo kišnicom skupljajući je u iskopane lokve ili prirodna udubljenja u kamenu koja bi po potrebi dodatno utvrđivali. Od pojave cementa gradile su se gustirne (čatrnje) koje su kišnicu prikupljale s krovova kuća. U krškim vinogradima koji prevladavaju u Seocima bile su male poljske gustirne „ćemerom“ pokrivene kako bi se voda zaštitila od utjecaja sunčevih zraka. Ova voda služila je za prskanje vinograda, ali i za piće težacima za vrijeme poljoprivrednih radova.
Na sredini sela postojale su tri lokve: Peračica, Sridnja Lokva i Rovanj. Ove lokve bile su velikog kapaciteta i mogle su opslužiti čitavo selo za pojenje stoke i pranje rublja. U tu svrhu su isklesane i dvije kamenice s također isklesanim naslonom koje su služile praljama za pranje rublja. U vrijeme prskanja vinograda, vinogradari bi uokolo lokava razmjestili drvene bačve, nalili ih vodom i u njima otapali modru galicu za prskanje vinove loze. Izgradnjom vodovoda, lokve su nažalost zatrpane i prekrivene asfaltom. Osim njih, još i danas u neposrednoj njihovoj blizini postoji „Depožit“ umjetni pokriveni bunar koji vodu prikuplja s ograđenog i betoniranog okolnog prostora. Ovaj bunar u početku je sve mještane snabdijevao vodom za piće. Oni mještani čije su kuće bile podalje od „Depožita“, gradili su vlastite gustirne u koje su skupljali kišnicu s krovova kuća. Ipak, sve do izgradnje vodovodne mreže, Depožit je nekim mještanima bio jedini „izvor“ pitke vode. U ovakvim uvjetima navodnjavanja nije ni moglo biti, pa je urod poljoprivrednih kultura ovisio jedino o padalinama.

Tek je god. 1988. izgrađena vodovodna mreža koja napaja Seoca vodom iz izvora Studenci u selu Kostanje.

### Biljni pokrov i tlo
Pošto se Seoca nalaze u prostoru sredozemne ili mediteranske klime, zbog neravnomjernog rasporeda padalina i dužih vrućih ljeta, u njima je raširena biljna zajednica prilagođena sušnom razdoblju ljeta i blagim kišnim zimama. Na prostoru oko crkve sv. Ante imenom Gunj, raste dalmatinski crni bor, otporan na sušu. U seocima raste i hrast medunac, no uglavnom je to drvo eksploatirano za ogrjev, pa je od njega ostala makija. Najrašireniji je bijeli grab. No i on je sječom i ispašom degradiran u šikare i kamenjar. U zadnje vrijeme vegetacija na okolnim brežuljcima se obnavlja jer se drvo manje siječe, a manje je i sitne stoke. Još su u dobroj mjeri rasprostranjeni kljen i jasen.
Od kultiviranih biljaka ovdje je najrasprostranjenija vinova loza, smokva i maslina. U nedavnoj prošlosti bila je to i višnja maraska, no ona je gotovo potpuno iščezla, dok je sadnja trešanja i maslina u ponovnom porastu.
Tlo je uglavnom smeđe. U škrapama na zapadnoj i istočnoj strani sela prevladava crnica. Ona je bogata humusom, šupljikava za vodu i zrak što pospješuje njenu plodnost, pa je to razlog da su Selačani u tim predjelima u povijesti sadili vinovu lozu, trešnje, smokve i višnje. Na sjevernoj strani sela u podnožju brda prevladava glinasto bijelo plodno tlo, a u samim brdima ispiranjem vapnenca nastala je crvenica.
Od divljih životinja na ovom prostoru obitavaju lisice, vukovi i divlje svinje, a od ptica jarebica, kamenjarka, slavuj i kos.

## Prirodne znamenitosti naselja
Jedina prirodna znamenitost Seoca je špilja u brdu Kretežu na sjeveroistočnoj strani sela. Poznata je od povijesti pod imenom „Turčeva jama“. Svojom unutrašnjošću nije puno velika, ali je zanimljiva po svojim stalaktitima koji su nastali otapanjem vapnenca. Pod je zemljani pa stalagmita nema. Do nje vodi mali i tijesni ulaz s južne strane. Iz zraka je neprobojna, a s juga gotovo neprimjetna, pa je mještanima služila za ratno sklonište. Put do nje nikada nije uređivan, vjerojatno zbog toga da ostane zaštićena od neprijatelja. Ipak do nje nije teško doći preko litica koje su prirodno poredane smjerom sjever-jug. Gledano s unutrašnje strane izlaz je trokutastog oblika i vrlo tijesan.
- Ulaz u špilju „Turčeva jama“
- Izlaz/ulaz iz „Turčeve jame“ trokutastog je oblika
- Unutrašnjost „Turčeve jame“ sa svojim stalaktitima
- Unutrašnjost „Turčeve jame“ sa svojim stalaktitima

## Razvoj naselja kroz povijest
O razvoju naselja kroz povijest nemamo vlastitih zapisa ili provjerenih arheoloških nalaza, pa njegovu povijest promatramo u sklopu poljičke povijesti. Zasigurno su Seoca bila nastanjena najkasnije 1015. god. kada su se Poljica organizirala u hrvatsku Župu, za vrijeme kralja Krešimira III. Povijesni dokumenti navode da su u vrijeme feudalizma stanovnici „pučkih kotara“ u Poljicima bili vezani težačkim (kolonatskim) odnosima, dok u Seocima uopće nije bilo težačkih odnosa. O tome nam svjedoči i grb najbrojnijeg selačkog plemena Jerončić, što ima značiti da su Selačani, barem u svom najvećem dijelu bili plemići. I danas je u Seocima najveći broj obitelji s prezimenom Jerončić.
Seoca s Kostanjama od samih svojih početaka u crkvenom pogledu sačinjavaju jednu župu. Neka identična prezimena koja nalazimo u Kostanjama i Seocima, potvrđuju nam da su se Selačani doselili iz Kostanja. Tome se pridružuje i usmena predaja koja kaže da su najprije iz Kostanja došli pastiri u potrazi za ispašom za svoja stada. Oni su već počeli kopati lokve za pojilišta kako bi duže mogli ostati sa stadima na ispaši. Tako su počeli i s gradnjom kuća od kojih ne samo u Seocima, nego i u čitavim Poljicima nije ostalo ništa jer su bile građene od greda, pletera i zemlje, a krov je bio od slame. Tako su nastajala mala pastirska „selca“ ili „seoca“, od kojih je i nastao naziv sela u množini. O najstarijim kamenim kućama još svjedoče tzv. „mirine.“ Te kuće bile su izgrađene od grubo klesanog kamena i u suhozidu. Kasnija kamena gradnja već poznaje fino klesani kamen, te vapno (miješanje klaka i crvenice) kao vezivno tkivo u gradnji. Kao što smo rekli, pismenih svjedočanstava nema, ali o starosti te gradnje svjedoči i gotovo u potpunosti sačuvana stara crkva sv. Ante, a pripada ranijoj fazi gradnje od grubo klesanog kamena. Ni o njoj nemamo pisanih dokumenata, no po svjedočanstvu konzervatora Radoslava Bužančića ona datira najkasnije iz 13. stoljeća. On to tumači činjenicom da od proglašenja svetim sv. Ante Padovanskog (a to je god. 1232. op. J.B.) u našim krajevima više ni jedna crkva nije bila posvećena sv. Anti Opatu (Pustinjaku). Pošto Selačani štuju oba ova sveca, stara crkva sv. Ante morala bi biti sagrađena prije te godine.

### Stanovništvo
Prema popisu stanovnika provedenom 2001. godine, Seoca su imala 158 stanovnika. Stanovništvo je od samih svojih početaka isključivo autohtono i homogeno. Najstariji popis stanovništva (plemena) sačuvan je u arhivu Splitsko-makarske nadbiskupije, a datira iz god. 1725. U njemu je sačinjen „popis duša“ župe Kostanje, u sastavu koje su Seoca. Stoga nije moguće iz tog zajedničkog popisa izdvojiti stanovništvo Seoca, štoviše i zbog zajedničkih prezimena.
Prezimena u Seocima:
| Redni broj | Prezime    | Broj obitelji |
| ---------- | ---------- | ------------- |
| 1          | Bogdanović | 6             |
| 2          | Dujmović   | 5             |
| 3          | Janković   | 5             |
| 4          | Jerončić   | 16            |
| 5          | Milavić    | 2             |
| 6          | Sladojević | 2             |
| 7          | Zubanović  | 2             |

| broj stanovnika | 139   |       | 158   | 228   | 229   | 271   | 264   | 263   | 272   | 257   | 276   | 258   | 195   | 173   | 158   | 140   | 132   |
|                 | 1857. | 1869. | 1880. | 1890. | 1900. | 1910. | 1921. | 1931. | 1948. | 1953. | 1961. | 1971. | 1981. | 1991. | 2001. | 2011. | 2021. |

## Prirodno kretanje i migracije
Teški uvjeti života, te otvaranje granica bivše Jugoslavije prema zapadnim zemljama šezdesetih godina prošlog stoljeća, pokrenuli su i Selačane u potragu za boljim životom. Mnogi od njih pošli su na privremeni rad u tadašnju Zapadnu Njemačku gdje ih je većina ostala do mirovine. Ipak, rijetki su ostali za trajno u inozemstvu. Oni koji su se vratili migrirali su prema primorskim mjestima od Omiša do Splita. Ušteđevinom zarađenom u SR Njemačkoj uglavnom su se naselili u Dućama pored Omiša, a neki su kupili zemljište ili stanove u Splitu. Samo jedna obitelj Jerončić otišla je u Australiju i ondje se trajno nastanila.

## Gospodarstvo
Prije poljoprivredne zadruge postojalo je samo individualno gospodarstvo i svatko se je morao snalaziti na svoj način. Stanovništvo se je bavilo isključivo poljoprivredom i svatko se je morao snalaziti na svoj način. Trgovački put bio je otvoren prema Bosni gdje bi poljoprivrednici na konjima ili u zaprežnim kolima odvozili smokve, te ih trampili za žitarice po poznatom principu „kil`za kil`“. Prodaja proizvoda za gotov novac bila je rijetkost. U zimskim mjesecima bosanski poljoprivrednici dovozili bi sijeno i krumpir, te ih trampili za vino i rakiju prema dogovorenoj vrijednosti. Vino je bilo glavni gospodarski proizvod u Seocima. Uglavnom se proizvodio opol i crno vino. Inače prodaja vina tada je išla glatko, jer je selačko vino iz krša bilo nadaleko poznato i traženo. Kupci su dolazili po kućama i otkupljivali vino u (za ondašnje prilike), većim količinama. Da bi zadovoljili ostale životne potrebe, mnogi Selačani bi već do Uskrsa bili primorani prodati „do zadnje kapi“ te bi ostatak godine proveli bez vina.
Poslije vina, druga gospodarska grana bila je uzgoj višnje maraske i trešanja, dok je uzgoj smokava bio tek na četvrtom mjestu.

Od žitarica sijala se je pšenica, kukuruz i ječam, ali tek za domaće potrebe. Uz ove žitarice sijala se i ozimica poglavito zbog čvrste stabljike koja se koristila za pokrivanje kuća. Povrtlarskih kultura gotovo da nije ni bilo, jer u dugim i sušnim ljetima jednogodišnja biljka teško može opstati.

Stočarstvo je bilo usputna djelatnost. Uzgajale su se ovce i koze i to pet do šest grla po domaćinstvu, od stoke krupnog zuba po jedna krava, a oni imućniji čak i konja. Dakako, samo za obiteljske potrebe. Danas se u Seocima uzgojem koza bavi samo jedna obitelj.
Samo jedan oblik organiziranog gospodarstva Selačani poznaju i to u vrijeme komunističke Jugoslavije odnosno socijalističke Hrvatske kada je u Kostanjama osnovana poljoprivredna zadruga „Gradac.“ Ona je vršila otkup poljoprivrednih proizvoda (vino, grožđe, trešnje i višnje) ali je diktirala i cijene, što je poljoprivrednike dovodilo u bezizlazan položaj.

Od uspostave Republike Hrvatske, što podrazumijeva i prelazak na kapitalističko društveno uređenje, u Seocima je otvoren samo jedan (bravarski) obrt. Radno sposobni mještani odlaze na posao u Omiš ili Split, jedan dio stanovnika je umirovljen, a ima i nezaposlenih. Obrada zemlje svedena je na minimum, tek za domaće potrebe.

## Promet i prometna povezanost
Kroz središte Seoca prolazi županijska cesta koja vodi od Splita preko Tugara prema Imotskom i dalje u unutrašnjost. To je cesta drugog reda na nekadašnjoj Napoleonovoj trasi, proširena na dva vozna traka i prekrivena asfaltom 1980. godine. Ona seoca otvara i povezuje ih sa svijetom u pravcu Omiša i Splita prema zapadu, te u pravcu Šestanovca i Imotskog prema Istoku. Ovom trasom Seoca su sve donedavna sa svijetom povezivale brojne autobusne linije. Zbog nerentabilnosti mnoge od tih linija su ukinute, te se može reći da je prometna povezanost Seoca s obližnjim gradovima loša. Postoji redovita đačka linija Omiš - Seoca – Omiš koja prometuje samo u vrijeme školske godine, te jedna linija na relaciji Split - Tugare - Blato na Cetini - Kovačevići, radnim danom u popodnevnim satima, a u obrnutom smjeru u ranim jutarnjim satima. Lokalna prometnica koja povezuje Seoca s Kostanjama u cijelosti je asfaltirana, kao i lokalni seoski putovi.
Hrvatska auto-cesta Autocesta A1 sa svojim čvorištem Blato na Cetini, od Seoca je udaljena nepuna dva kilometra. Ovo čvorište Seoca brže povezuje sa svijetom i predstavlja veliki korak naprijed i u smislu njihova vlastitog razvitka.

## Vjerski sadržaji
U Seocima postoje dvije kamene crkve. Prva, starije gradnje posvećena je sv. Antunu Opatu (Pustinjaku). Ova stara crkvica više je kulturno-povijesni spomenik i u njoj se ne vrše vjerski obredi. Druga crkva novije je gradnje i posvećena je sv. Anti Padovanskom. Selačani štuju oba zaštitnika. Sv. Ante Opat slavi se 17. siječnja, a Sv. Ante Padovanski 13. lipnja. Za obje fešte organizira se procesija u kojoj se nosi kip zaštitnika, križ i barjaci. Procesija kreće iz nove crkve, te ophodnjom od zapada prema istoku obuhvaća staru crkvu i groblje, te se ponovo vraća u novu crkvu. Nakon procesije slijedi svečano misno slavlje. Selačanima tada dolaze prijatelji i rođaci iz drugih mjesta na tzv „brgulju“, feštu koja je ostala u poljicima kao relikt staroslavenskih religijskih običaja.
Na blagdan sv. Josipa Radnika koji se slavi 1. svibnja, u Seocima se procesijom oko crkve obavlja obred blagoslova polja i to na način da se opetuje na četiri strane svijeta. Nekada su se ovi blagoslovi obavljali na brježuljcima uokolo sela gdje i danas postoje kameni križevi i ugrađene moći u litici.
Osim svoja dva patrona Selačani posebno štuju i blagdan sv. Jeronima, 30. rujna, kao dan posvećenja nove crkve. Naime, toga datuma i blagdana, godine 1937. posvećena je nova crkva sv. Ante. Na taj dan Selačani imaju svečano misno slavlje, ali bez „brgulje.“ Svake nedjelje u novoj crkvi slavi se sv. misa, te u ostale kršćanske blagdane prema liturgijskom kalendaru. U vrijeme blagdana župnik obavlja blagoslov obitelji i tada osobno posjećuje svaku obitelj.

## Snimanje filmova
U ovom malom selu se je i snimalo film Kenjac.

## Fotogalerija
- "Bile lace"
- Glavna gustirna "Depožit"
- Gornja i donja Doca
- Gustirna
- Guvno
- Kamena kuća
- Kameni volat
- Mlinski kamen
- Napuštena kamena kuća
- Pojata
- Zapuštena škola u Seocima
- Kameni turanj za grožđe
- Ulaz u podrum kuće
- Vrata napuštene kamene kuće
- Pogled na Doca s brda
- Pogled na Seoca iz ptičje perspektive